# Copake (New York)
Copake est une ville située dans le comté de Columbia, dans l'État de New York, aux États-Unis,. En 2010, elle comptait une population de 3 615 habitants, estimée au 1er juillet 2016 à 3 490 habitants.

## Démographie
Lors du recensement de 2010, la ville comptait une population de 3 615 habitants. En 2020, elle compte 3 346 habitants.